# Organization for the Advancement of Structured Information Standards
Pour les articles homonymes, voir OASIS.
L'Organization for the Advancement of Structured Information Standards (OASIS) est un consortium mondial qui travaille pour la standardisation de formats de fichiers ouverts fondés notamment sur XML.
L'OASIS a été créé en 1993 et compte 3 500 membres faisant partie de 600 organisations dans 100 pays.
L'adhésion à OASIS est payante et les membres sont surtout de grosses entreprises mais une organisation moins dotée peut y adhérer si les membres le décident, comme a pu le faire Debian.
OASIS est structuré en plusieurs groupes de travail nommés les Technical Committees. 
Les standards produits sont librement distribuables sur le réseau et disponibles en PDF et en général dans un format XML.
Contrairement au W3C, la plupart des standards OASIS utilisent le langage de schéma Relax NG et non pas XML Schema du W3C.
OASIS est l'une des quelques organisations autorisées par l'ISO à proposer ses standards suivant la procédure « PAS » (Publicly Available Specification, ou spécification publiquement disponible), qui évite qu'un comité technique de l'ISO ait à dupliquer celui de l'OASIS.

## Histoire
En 2001, Oasis enregistre son propre Uniform Resource Name ("oasis").
Oasis travaille avec le Département des Transports des États-Unis pour élaborer le standard Electronic Freight Management (EFM) consacré au secteur des transports de marchandises.
De 2009 à 2012, la section Oasis Blue se consacre aux problématiques de développement durable.

## Membres les plus connus de l'OASIS
- Adobe
- AMD
- Airbus
- AOL
- BEA
- Boeing
- Citrix
- Computer Associates
- Dell
- Département de la Défense américain
- EDS
- Fujitsu
- General Motors
- Hewlett-Packard
- Hitachi
- IBM
- Intel
- ISIS Papyrus
- Mandriva
- Microsoft
- NEC
- NIST
- Nokia
- Novell
- Oracle
- PeopleSoft
- Reuters
- Rogue Wave Software
- Ricoh
- RSA Security
- SAP
- Sun Microsystems
- Thomson
- Verisign
- Vignette
- Visa
- WebMethods

## Sections membres
Les sections membres sont de groupes d'intérêt thématiques œuvrant au sein d'OASIS, mais qui conservent leur identité propre en jouissent d'une grande autonomie dans l'établissement de leur programme de travail.  L'intégration des sections dans le processus de normalisation se fait par le biais de comités techniques. 
Les sections actives sont par exemple:  
- LegalXML
- IDTrust

Les sections dissoutes concernent des initiatives menées à leur terme, et dont les normes sont maintenues par des comités techniques directement sous la bannière d'OASIS, par exemple: 
- AMQP
- WS-I

## Standards connus édictés par l'OASIS
- DocBook2
- OpenDocument
- CMIS
- DITA développé par IBM qui le donne à Oasis en 2004, approuvé comme standard par Oasis en avril 2005[5]
- ebXML
- SAML
- UDDI
- Akoma Ntoso (LegalDocML)
- PKI
- Relax NG
- XDI
- XRI
- WS-BPEL
- WS-Security à la base du système de sécurité du WebSphere Application Server d'IBM[6]
- WebCGM conçu avec le W3C[7]